# Santiago National

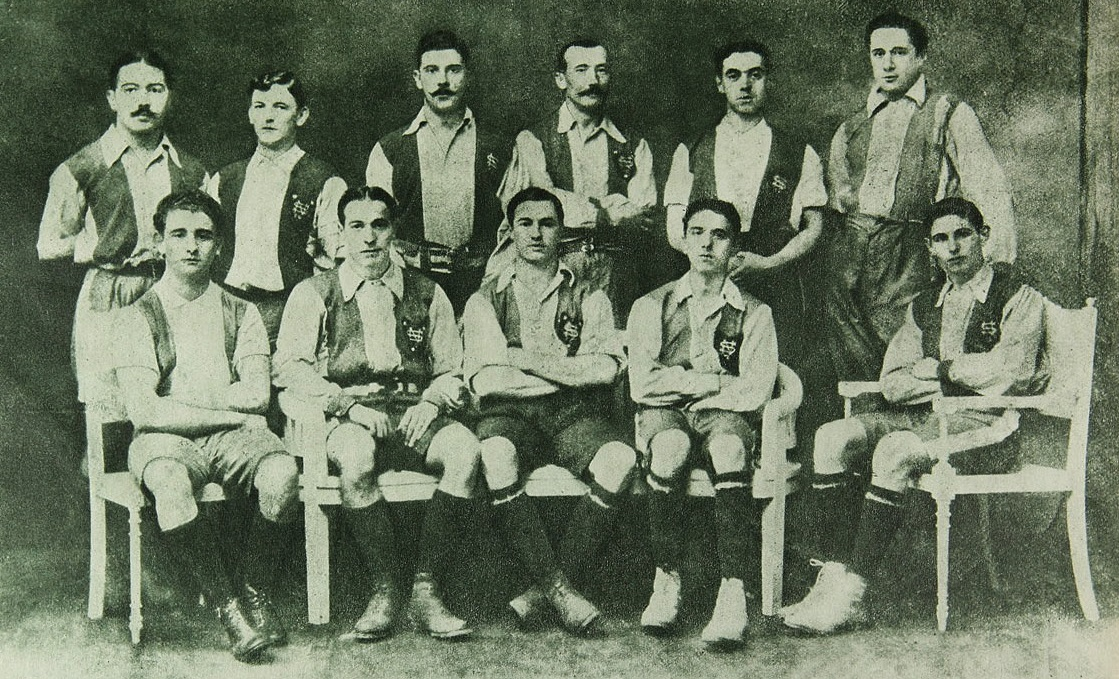
Kampus Santiago National w 1905 roku.

Santiago National Football Club – chilijski klub piłkarski z siedzibą w mieście Santiago.

## Osiągnięcia
- Copa Chile: 1942

## Historia
Klub założony został 10 kwietnia 1900 roku. Należy do grona 8 klubów chilijskich, które założyły w roku 1933 ligę chilijską (Primera División de Chile).